# Eugène Lomont
Marie Jules Eugène Lomont, dit Eugène Lomont, né le 25 septembre 1864 à Lure, mort le 12 janvier 1938 à Lure (Haute Saône), est un artiste peintre français.

## Biographie

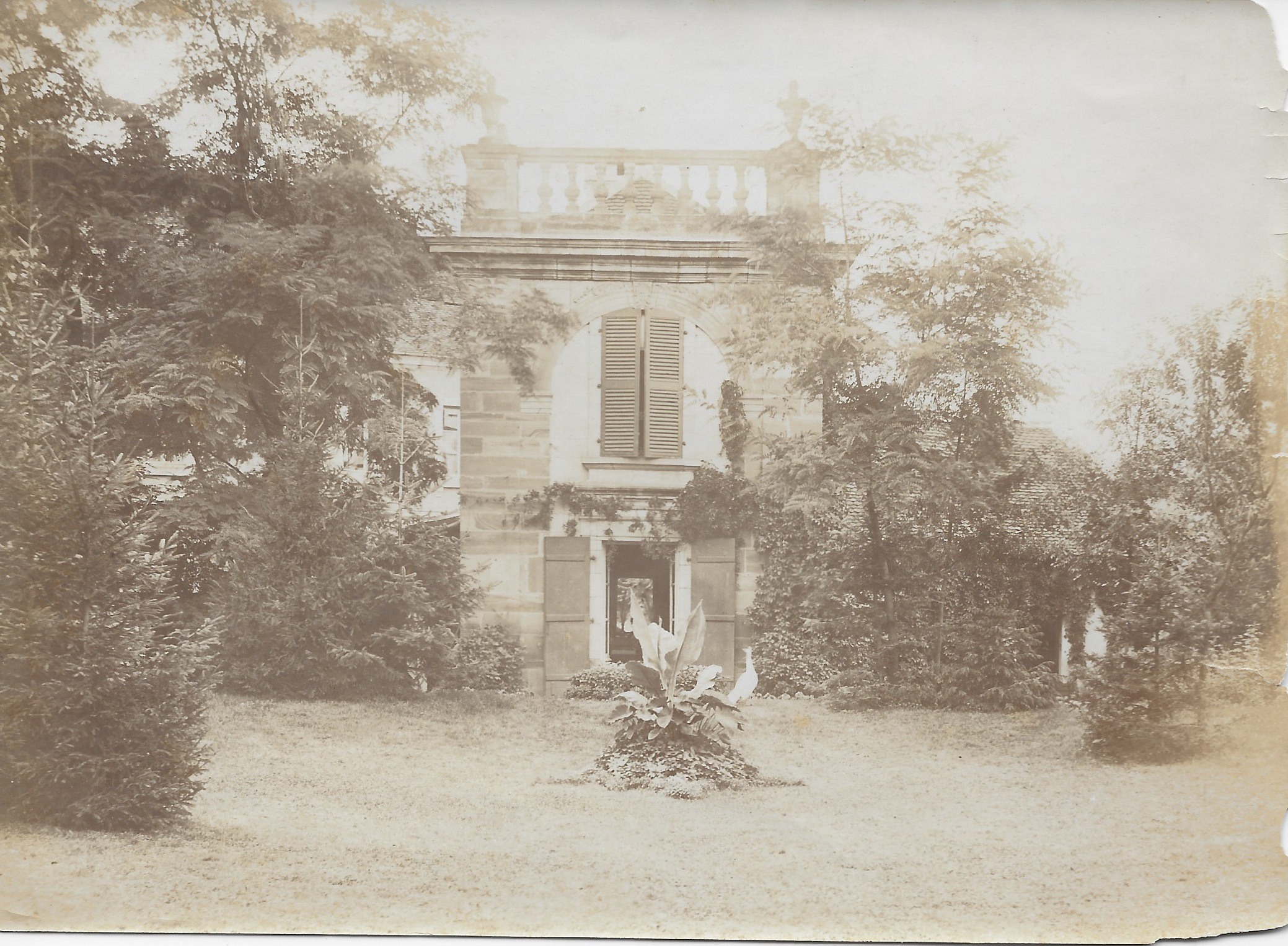
Maison familiale du peintre.

Eugène Lomont est le fils de Claude Eugène Lomont, avoué et de Marie Marceline Levrey, sans profession. Il est né et mort dans la propriété de sa famille, l’hôtel de Vault, 24 Grande Rue à Lure.
Très tôt, il s’est consacré à la peinture encouragé par sa mère qui était elle-même un peintre très brillant, une passion qu’elle n’a pratiquée que dans le cadre familial.
Entouré par sa famille lettrée et esthète (son frère Charles Lomont, officier de marine et collectionneur, écrira un roman non publié), il devient à Paris l’élève de Bouguereau et de Tony Robert-Fleury, tous deux professeurs à l’académie Julian. Admis à la société nationale des beaux-arts, il expose très régulièrement au salon, dès 1889 et jusqu’en 1896. Il y obtient de nombreuses récompenses pour ses œuvres. Il participe aux expositions du Carnegie Institute de Pittsburgh aux États-Unis qui lui décernent deux de ses prix : "medal of the third class" et "medal of the second class".

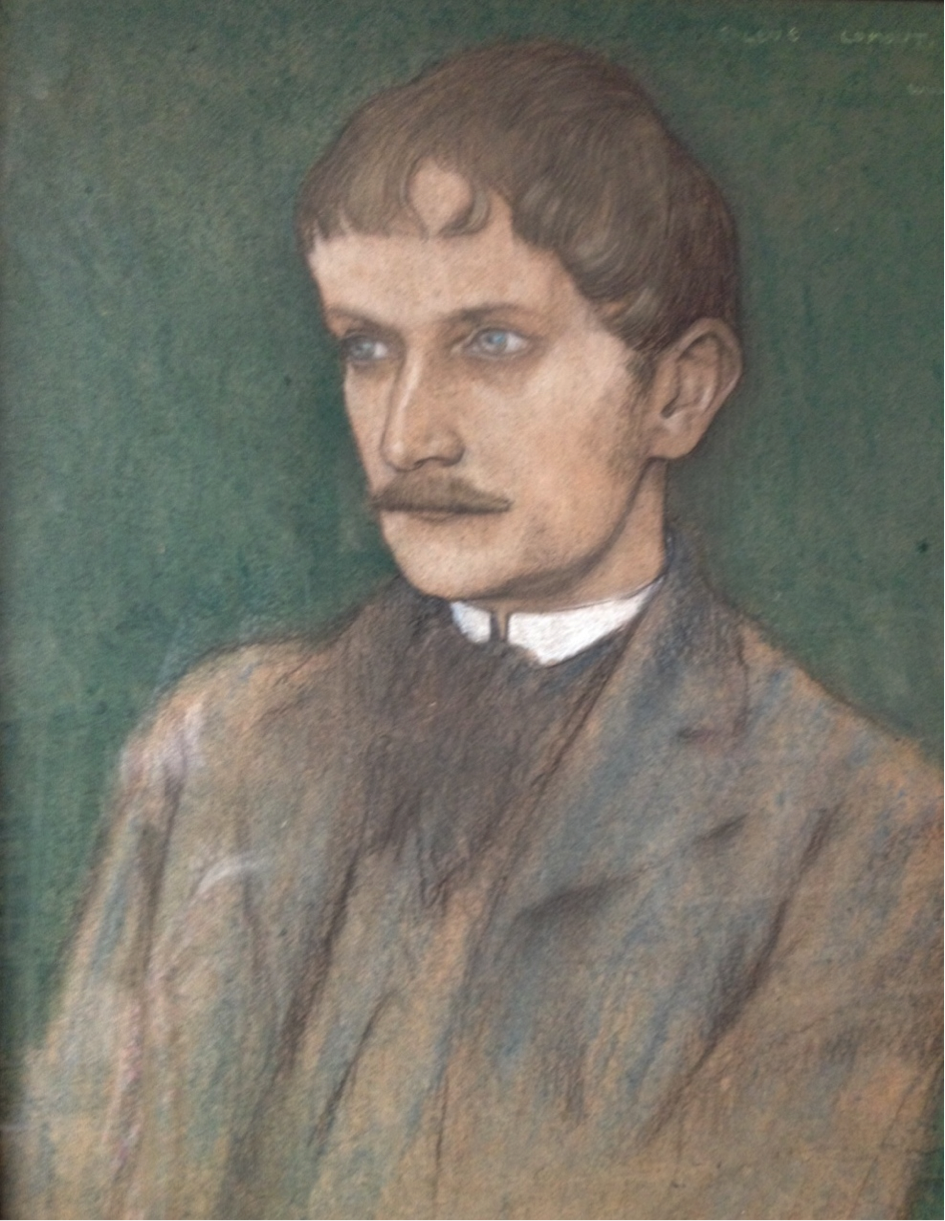
Portrait de Lomont par Sir William Rothenstein.

À Paris, il fait la connaissance du peintre Jules Adler, né en Haute-Saône comme lui et quasiment du même âge, surnommé « le peintre des humbles »  avec lequel il restera ami toute sa vie. Il rencontre également le peintre anglais Charles Conder, un ami d'Henri de Toulouse-Lautrec, qui fit de lui un très beau portrait en 1891.

Avec Charles Conder et Henri de Toulouse-Lautrec, il partage aussi le goût des belles femmes. Son ami, Sir William Rothenstein, peintre anglais qui fit son portrait en 1892, le décrit  ainsi dans son ouvrage Men and memories - A History of the arts 1872-1922 : «Lomont had a very tender and beautiful nature...He painted tranquil and intimate interiors».
S'il a fréquenté les artistes de son temps, il n'a fait partie d'aucun mouvement et ne peut être rattaché à aucun courant. Peintre de la lumière, c'est Rembrandt qu'il a regardé et qui a été sa référence majeure.
Malheureusement, atteint d’une grave maladie, il se retire dès 1900 dans sa maison du 24 Grande Rue à Lure aux côtés de sa mère qui l’entoure et veille sur lui. Il ne peint plus.
Mais, quelque temps avant sa mort, il donne au salon une toile intitulée "Salle de bains" que l’État français désire acheter pour le  Musée du Luxembourg. Eugène répondra « Le Louvre sinon rien! ». La toile ne sera pas vendue.
Si Eugène Lomont reste un peintre confidentiel et mystérieux dans l’histoire de la peinture française, ce n’est pas dû à la brièveté de sa carrière. C’est son traitement de la lumière qui en fait un peintre très à part. La lumière est le sujet principal de ses tableaux et c’est elle qui leur confère un espace mental éminemment contemporain.

## Tableaux (sélection)
- L'alchimiste (1890) - Wellcome LIbrary, Londres
- Jeu de volants (1894) - musée de Dresde Allemagne
- Lied (1895) - musée du Luxembourg (mairie de Vichy)
- Femmes dans un salon (1895) - musée d'Orsay, Paris
- Femme à sa toilette (1898) - musée de Beauvais, France
- Portrait de ma mère (1899) coll. particulière Paris
- Femme en bleu (1910) coll. particulière Paris

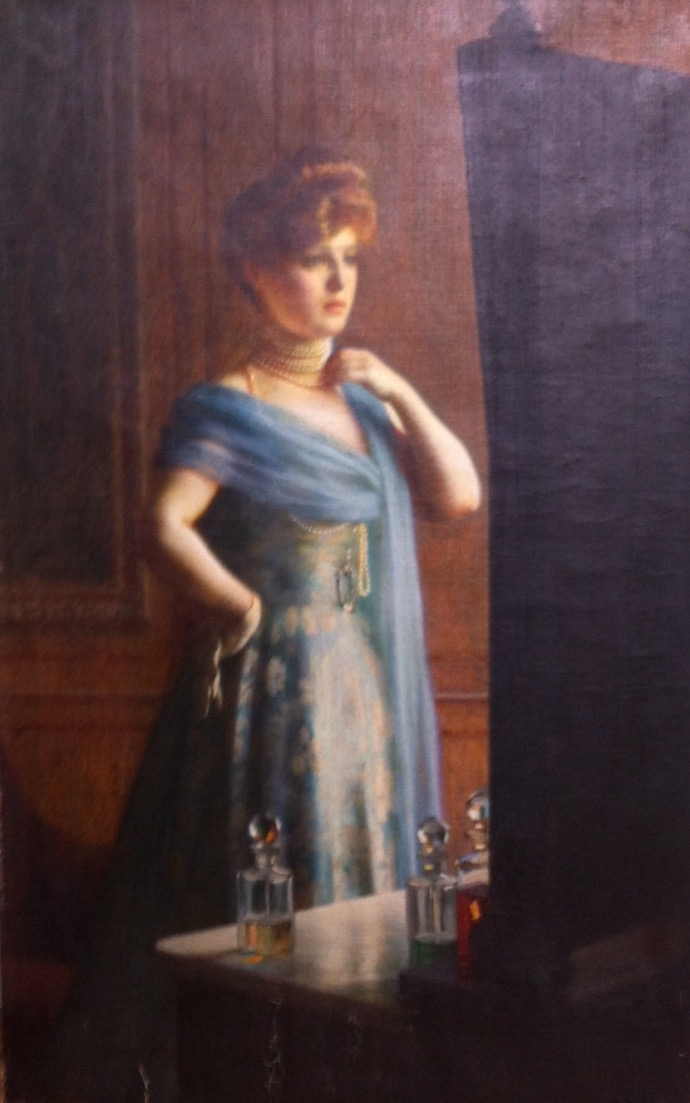
Eugène Lomont, Femme en bleu (1910) coll. particulière Paris
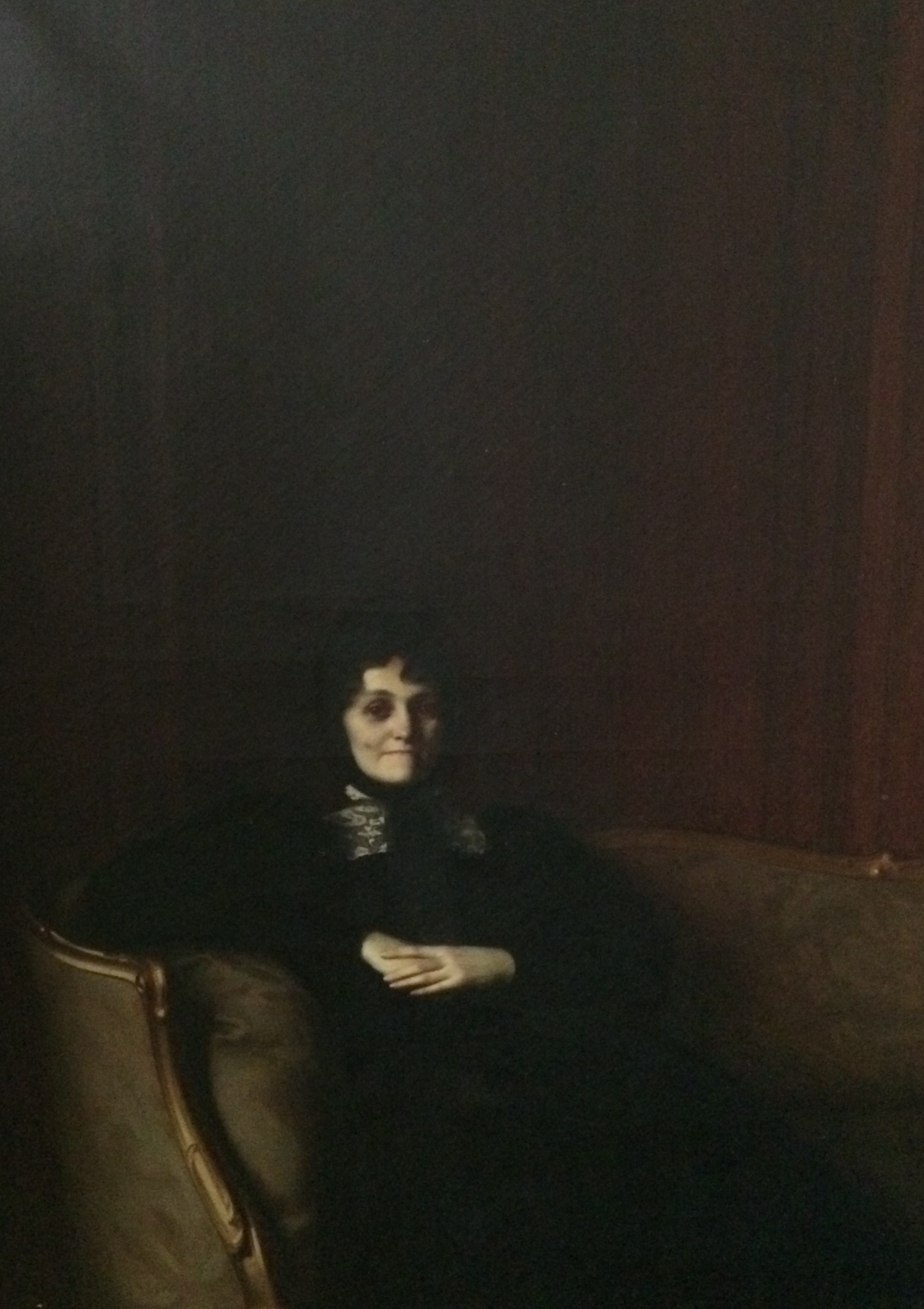
Eugène Lomont, Portrait de ma mère (1899)  coll. particulière Paris